# Weichsel-Ostsee-Stil

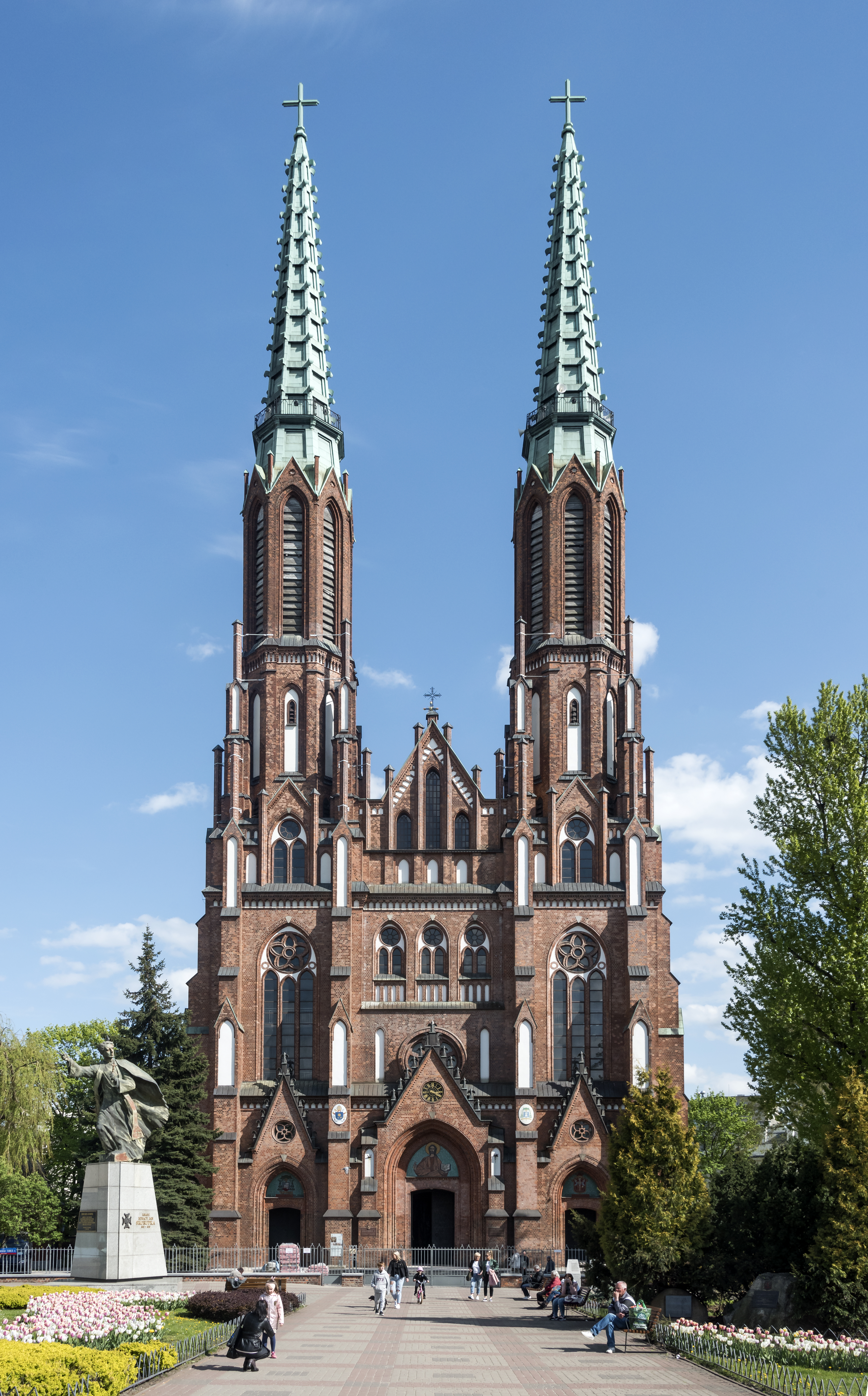
Kathedrale St. Michael und St. Florian in Warschau

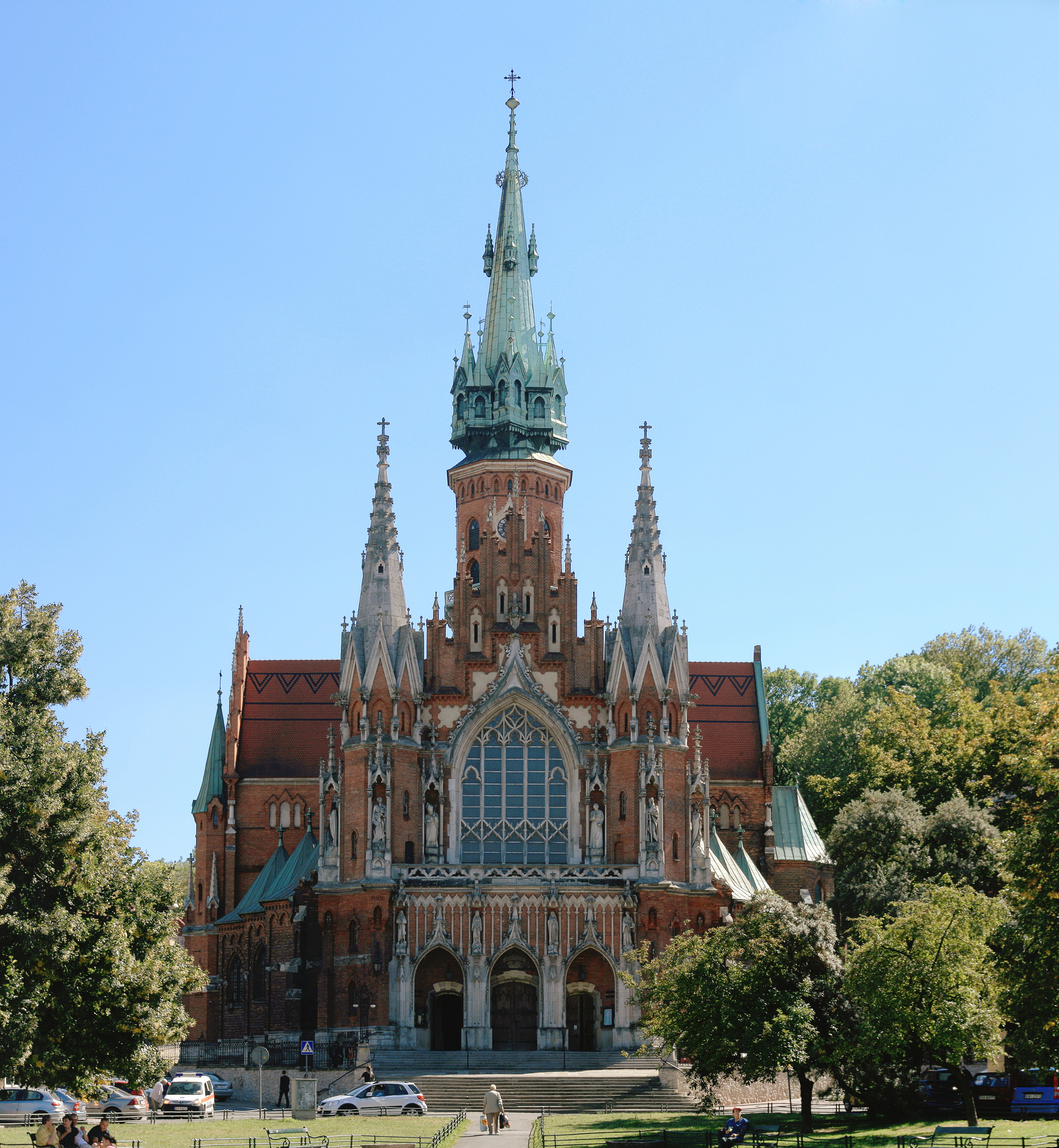
Josefskirche in Krakau

Der als Weichsel-Ostsee-Stil (polnisch: styl wiślano-bałtycki) bezeichnete Baustil ist eine regionale Variante der Neugotik in Kongresspolen/Weichselland, teilweise auch im Königreich Galizien. Architekten des Weichsel-Ostsee-Stils waren polnische Baumeister der zweiten Hälfte des 19. Jahrhunderts. Als Wegbereiter gilt der aus Płock stammende Architekt Józef Pius Dziekoński. Im Weichsel-Ostsee-Stil wurden fast ausschließlich Kirchen errichtet. Der Stil sollte an die mittelalterliche Backsteingotik an der Weichsel und in Pommern anknüpfen. Der Weichsel-Ostsee-Stil wurde um die Jahrhundertwende vom 19. zum 20. Jahrhundert vom Jugendstil verdrängt.  